# Krunoslav Klabučar
Krunoslav Klabučar (Zagreb, 4. veljače 1975.) je hrvatski kazališni, televizijski i filmski glumac.

## Filmografija

### Televizijske uloge
- "Čista ljubav" kao Stjepan 'Štef' Barić (2017. – 2018.)
- "Stipe u gostima" kao Franjić (2012.)
- "Najbolje godine" kao Tufna (2011.)
- "Bibin svijet" kao Petar (2010.)
- "Bitange i princeze" kao redatelj (2008.)
- "Hitna 94" kao pacijent (2008.)
- "Ponos Ratkajevih" kao žandar (2007. – 2008.)
- "Dobre namjere" kao Paško Mišetić (2007. – 2008.)
- "Naša mala klinika" kao Nagib Uzbrdica (2007.)
- "Bumerang" kao Dario (2006.)
- "Zabranjena ljubav" kao Marko Vuković (2005. – 2006.)

### Filmske uloge
- "Ti mene nosiš" kao doktor Darko (2015.)
- "Kauboji" kao Bruno (2013.)
- "Neke druge priče" kao gost na partiju (2010.)
- "Zapamtite Vukovar" (2008.)
- "Nit života" kao Luka (2000.)

### Sinkronizacija
- "Ratovi zvijezda: Ratovi klonova" kao Wullf Yularen, Plo Koon, Bail Organa, Gragar Typho, Izgovaratelj naziva epizode (S1EP8), Jerec, Qui-Gon Jinn i Armatan (2020.)
- "Ekipa za 6 (serija)" kao Fred (2020.)
- "Obitelj Casagrandes" kao Carlos Casagrande (2020.)
- "Snježno kraljevstvo 2" kao čuvar i Arendelski vojnik (2019.)
- "Dumbo (2019.)" (2019.)
- "Frka" kao frizer Cezar Milan (2019.)
- "Asterix: Tajna čarobnog napitka" kao kapetan Crvenobradi, drvenonogi, Fotovoltahix i Ošorix (2018.)
- "Soy Luna" kao Reynaldo "Rey" Guitierrez (2018.)
- "Tajni život mačaka" kao menadžer (2018.)
- "Hotel Transilvanija 3: Praznici počinju!" kao g. Pikalo (2018.)
- "Auti 3" kao Mika Milokret (2017.)
- "Brzi Ozzy" kao Moris i afganistanski komentator (2017.)
- "Vau vau zvijezda" kao Trey (2017.)
- "Hugo i lovci na duhove" (2016.)
- "Violetta" kao Marotti (2015. – 2017.)
- "Ekipa za 6" kao Fred (2014.)
- "Avioni 2: Nebeski vatrogasci" (2014.)
- "Avioni" kao Eko (2013.)
- "Čudovišta sa sveučilišta" kao Tomo (2013.)
- "Victorious" kao Dave (2013.)
- "iCarly" kao Steven Carson (2012.)
- "Simsala Grimm" (2011.)
- "Don Quijote: Magareća posla" kao najavljivač viteške arene (2008.)
- "Ples malog pingvina" kao Seymour, pingvin #2, ženska adelie pingvinka, muški carski pingvin, čovjek #1 i #5 (2006.)
- "Shrek" (2006.)
- "Princ od Egipta" (2006.)
- "Scooby-Doo: Pirati dolaze!" kao Kapetan Crothers i Mornar Galaxy Gazera (2006.)
- "Tarzan" (2005.)
- "Sinbad: Legenda o sedam mora" (2003.)
- "O mačkama i psima" kao Doberman (2001.)
- "Johnny Bravo" kao Pops, Prodavač, Morlock, Pretil, Duh
- "Transformeri" kao Prowl
- "Ulica Sezam" kao Stari Đuro
- "Bikeri s Marsa" kao Limburger
- "Jura" kao Shmutz
- "Dva glupa psa" kao Mali pas
- "Voljeni doktor Martini" kao Libero
- "Ben 10" kao Prikaza
- "Superheroj Spiderman" kao Flash Thompson

## Vanjske poveznice
- Krunoslav Klabučar u internetskoj bazi filmova IMDb-u (engl.)
- Stranica na Kazalište-Trešnja.hr